# 莫雁诗
莫雁诗（1960年—），广西藤县人，汉族，中华人民共和国政治人物、第十一届全国人民代表大会广西地区代表。
毕业于广西师范大学经济史专业。加入民盟。担任广西壮族自治区扶贫开发领导小组办公室副主任，民盟广西自治区委员会副主任委员。2008年起担任全国人大代表。